# Жабагли
Жабагли́ (каз. Жабағылы) — село у складі Аккулинського району Павлодарської області Казахстану. Входить до складу Шарбактинського сільського округу.
Населення — 192 особи (2021; 262 у 2009, 314 у 1999, 389 у 1989).
Національний склад станом на 1989 рік:
- казахи — 100 %

Станом на 1989 рік село називалось Жабагали.